# Arára do Pará
Arára do Pará (Ukarãngmã, Ukarãgmã, Araras, Arara, Ajujure) je pleme američkih Indijanaca jezične porodice Cariban nastanjeno uz rijeku Xingu u brazilskoj državi Pará. Arara Indijanci poznati su po svojoj ratobornosti i trofejima koje su uzimali od ubijenih neprijatelja, to bijahu glave koje su im služile kao flaute i ogrlica od zubiju. Ime Arara znači (‘macaw people'), sami sebe zovu Ukarãngmã.
Pleme je gotovo nestalo 1940.-ih godina. Danas su se ipak očuvali u blizini gradova Altamira i Itaituba u državi Pará.       
U novije vrijeme 1970.-ih veliku promjenu donosi im izgradnja Transamazonskog autoputa, koji prolazi tek nekoliko kilometara od jednog njihovog glavnog naselja, u kojemu se okupljaju razne Arara-grupe tokom sušne sezone. Cesta je presjekla tradicionalna lovna područja ovog plemena. 
Arara govore Cariban jezikom i pripadaju istoj skupini s nestalim plemenima Apiacá s Tocantinsa i Yaruma, i jedinom, uz njih, preživjelu grupu Ikpeng, koji danas žive na Xingu Indigenous Parku. 
Prvi kontakti s bijelcima počinju 1850.-tih godina i to s naseljenicima duž obale Xingua i rijeke Iriri blizu Altamire.  Registrirani su prvi puta 1853. Godine 1861. grupa Arara ostala je deset dana među sakupljačima kaučuka kod Velikog vodopada na Iriri.  Godine 1873. biskup Dom Macedo Costa poveo je sa sobom nekoliko Arara u Belem. Između 1889. i 1894. izvrgnuti su progonu sakupljača gume u krajevima između Amazone, Xingua i Iririja. Izvjesni Coudreau na ekspediciji (1896.) susreće tek jednu Arara-ženu, ali je sakupio niz informacija o njima. Opisuje ih miroljubivim nomadima koji poznaju džunglu između Xingua i Iririja, za njega, njihove žene čarobno su lijepe. Njegovi izvještaji nikako se ne uklapaju u prirodu ‘divljih’ Arara, ako se promatraju kroz ‘europske naočale’.
Kroz svoju povijest Arare su morali poduzimati više manjih migracija zbog napada susjednih plemena Kayapó i Juruna, a kasnije pred sakupljačima gume, lovcima i naseljenicima. 
Godine 1961. na Arare je izvršila napad policijska postaja iz Altamire, u osvetu zbog smrti jednog kućnog ljubimca koji je pripadao naseljeniku iz predgrađa. Godine 1953. dolaze u kontakt s jednim lovcem na kornjače. Kasnije se 1964. – 1965. događa velika seoba Kayapó Indijanaca iz grupe Kubenkrankégn pa dolazi do velikog konflikta s Ararama. Ovoga konflikta Arare se živo sjećaju, a koštao ih je separacije nestanka nekoliko lokalnih grupa. Najveću promjenu ipak im nosi početak izgradnje Transamazonskog puta 1960.-ih.
Arara su lovci, ribari i obrađivači zemlje. Glavne kulture su im manioka, slatki krumpir, kukuruz, banane i ananas u komunalnim vrtovima. Kao lovci oni obilaze veliko područje. Danas, dolaskom autoputa, njihov lov je ograničen na svega 10 km oko sela. Područje koje naseljavaju nazvano je Cachoeira Seca.
Na Cacheira Seca ima ih oko 60. Kontaktirani su posljednji puta 1987. -Susjedno Arara područje naseljava jedna veća grupa Arara, i 1991. godine trebalo je biti priznato od brazilske vlade. Danas imaju dva rezervata Terra Indígena Arara (oopćine Altamira, Medicilândia i Uruará) i Terra Indígena Cachoeira Seca do Iriri (na općinama Rurópolis, Altamira i Uruará). Populacija 194

## Vanjske poveznice
- Arara  Arhivirana inačica izvorne stranice od 16. srpnja 2008. (Wayback Machine)
- Arara Indians fight bullets and bulldozers  Arhivirana inačica izvorne stranice od 2. listopada 2006. (Wayback Machine)
- Arara  Arhivirana inačica izvorne stranice od 18. listopada 2007. (Wayback Machine)